# Barrier Falls (Canterbury)
Die Barrier Falls sind ein Wasserfall bislang nicht ermittelter Fallhöhe im Arthur’s-Pass-Nationalpark in der Region Canterbury auf der Südinsel Neuseelands. Er liegt im Lauf des Sudden Valley Stream, der einige Kilometer hinter dem Wasserfall in südöstlicher Fließrichtung in den Hawdon River mündet.